# Corp belțian

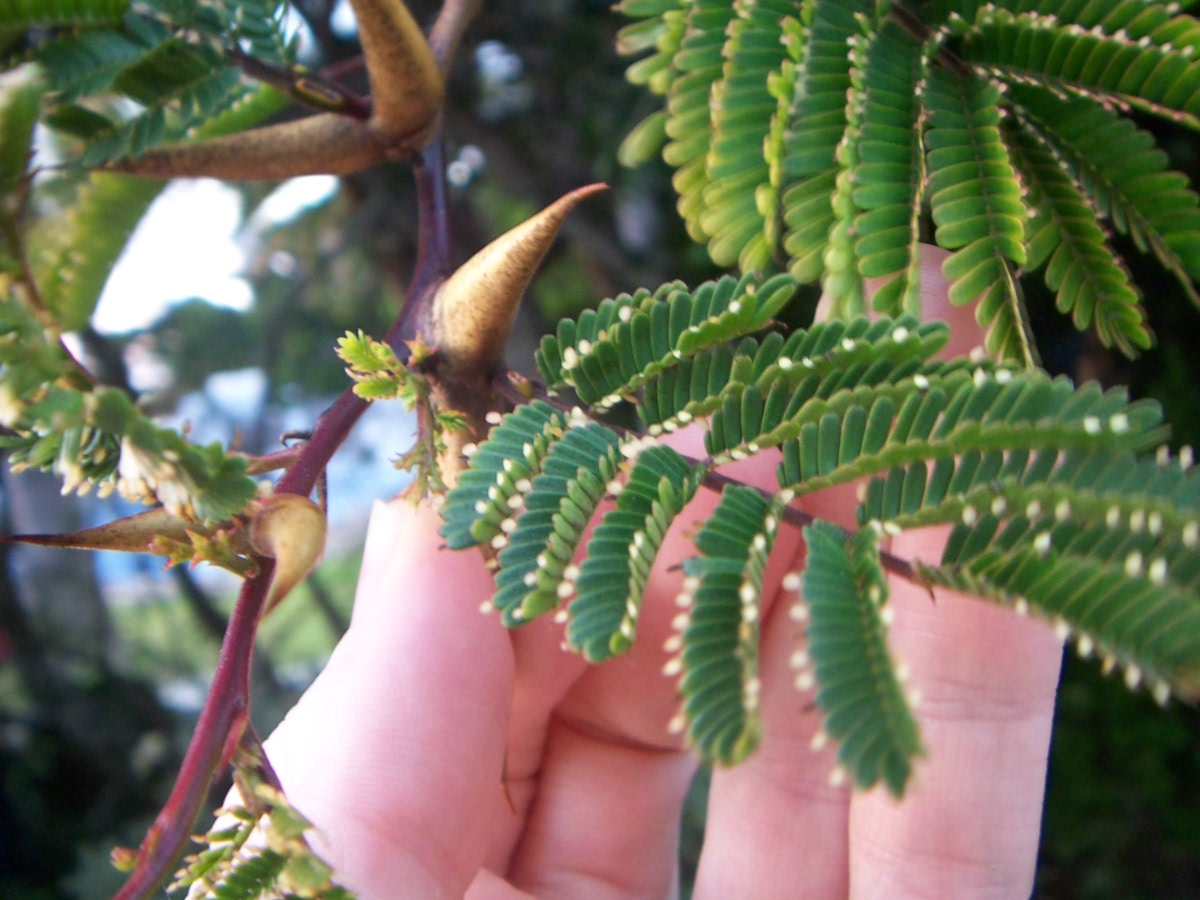
Corpurile belţiene ale A. cornigera evoluate în simbioză cu P. ferruginea.

Un corp belțian este o structură prezentă pe frunzele unor specii de Acacia. Corpurile belțiene, numite după Thomas Belt se găsesc pe vârfurile fiecărei frunze și sunt bogate in lipide si proteine si de multe ori de culoare roșie. Se crede că au evoluat într-o relație simbiotică cu furnicile. Furnicile trăiesc în interiorul unor structuri ale plantei numite domatia sau in apropierea plantei și țin la distanță erbivorele.
Alte structuri legate de simbioza furnică-plantă includ corpul becarian, mulerian si perlă.
Unic printre păianjeni datorită dietei predominant erbivore, Bagheera kiplingi se hrănește aproape in exclusivitate cu aceste corpuri belțiene.